# 풍암정
풍암정(楓岩亭)은 광주광역시 북구 충효동에 있는 조선시대의 건축물이다. 1990년 11월 15일 광주광역시의 문화재자료 제15호로 지정되었다.

## 개요
풍암정은 조선 선조와 인조 때 활동하였던 풍암 김덕보(1571∼?)가 지은 정자로 '풍암'이라는 이름은 그의 호를 따서 붙인 것이다.
김덕보는 임진왜란 때에 큰형 김덕홍이 금산싸움에서 죽고 의병장으로 크게 활약하던 작은형 김덕령까지 억울하게 죽자, 이를 슬퍼하여 무등산 원효계곡을 찾아와 학문을 연구하며 평생을 살았다. 후에 의열사에 신주를 모셨다.
풍암정은 앞면 2칸·옆면 2칸 규모로 이루어져 있다. 지붕은 옆면에서 볼 때 여덟 팔(八)자 모양인 팔작지붕으로 꾸몄고 '풍암정사'라고 쓴 현판이 걸려 있다.

## 참고 자료
- 풍암정 - 국가유산청 국가유산포털